# قصر أنايا
قصر أنايا (بالإسبانية: Palacio de Anaya)‏ هو واحد من المباني القليلة في سلامنكا التي تتميز بالطراز الكلاسيكي الحديث. بدأت أعمال ترميمه من عام 1697 وحتى 1767، ليحل محل المبنى السابق لكلية سان بارتولوميه، التي تضرر بشدة من زلزال لشبوبة عام 1755. وقاما كل من خوسيه دي إيرموسييا وخوان دي ساجاربيناجا بإعادة بناءه وتشييده. وتُعد واجهة المبنى والسلالم الإمبراطورية داخل القصر من أبرز سمات القصر، حيث يتواجد أيضًا تمثال نصفي لميجيل دي أونامونو من تصميم بيكتوريو ماتشو عام 1930.
يضم القصر حاليًا كلية فقه اللغة بجامعة سلامنكا ويقع القصر مباشرة أمام كاتدرائية سلامنكا الجديدة، وإلى جانبها تقع كنيسة سان سيباستيان ذات الطابع الباروكي، حيث كانت مُصلى الكلية القديم وأصبحت في الوقت الحالي رعية الكاتدرائية.
في 6 أكتوبر عام 2011، تم إعلان كل من مجمع كلية أنايا وأوسبيديريا وكنيسة سان سيباستيان معلمًا تراثيًا ذو أهمية ثقافية من فئة النصب التذكارية الأثرية.

## التسمية
استمد اسمه من دييجو دي أنايا إيه مالدونادو، مؤسس كلية سان بارتولوميه عام 1401، والتي رحبت بالطلاب الراغبين في التعليم الانتقائي بعيدًا عن الحشد الكبير بالجامعة.

## الوصف
تتكون الواجهة الرئيسية من رواق مُعمد كبير بأربعة أعمدة مقوصرة مع سلم مزخرف، ويظهر درع نبالة كبير في الجزء العلوي من المبنى، فيما تبدو العشرة نوافذ الخاصة بالطابق السفلي وعليها القضبان الحديدية إضافة إلى عشرة شرفات أخرى في الطابق العلوي.
يتواجد في باحة القصر أقسام السكرتارية والاستعلامات واللغة الإسبانية وأدب إسبانيا وأمريكا اللاتينية وفقه اللغة الكلاسيكي والهندوأوروبي وخدمات الطباعة والتصوير.
جنبًا إلى جنب الكلية، يوجد مبنى أوسبيديريا، الذي يعود إنشائه إلى عام 1715 على يد المعماري خواكين دي تشوريجيرا، والذي كان يضم الطلاب الذين كانوا يقومون بخدمة طلاب طبقة النبلاء والأغنياء اليذين كانوا يشغلون الكلية. ويتم استخدامها الآن كونها تضم المدرجات والمكاتب، فيما تحولت الاسطبلات القديمة إلى كافتيريا الكلية.

## معرض صور

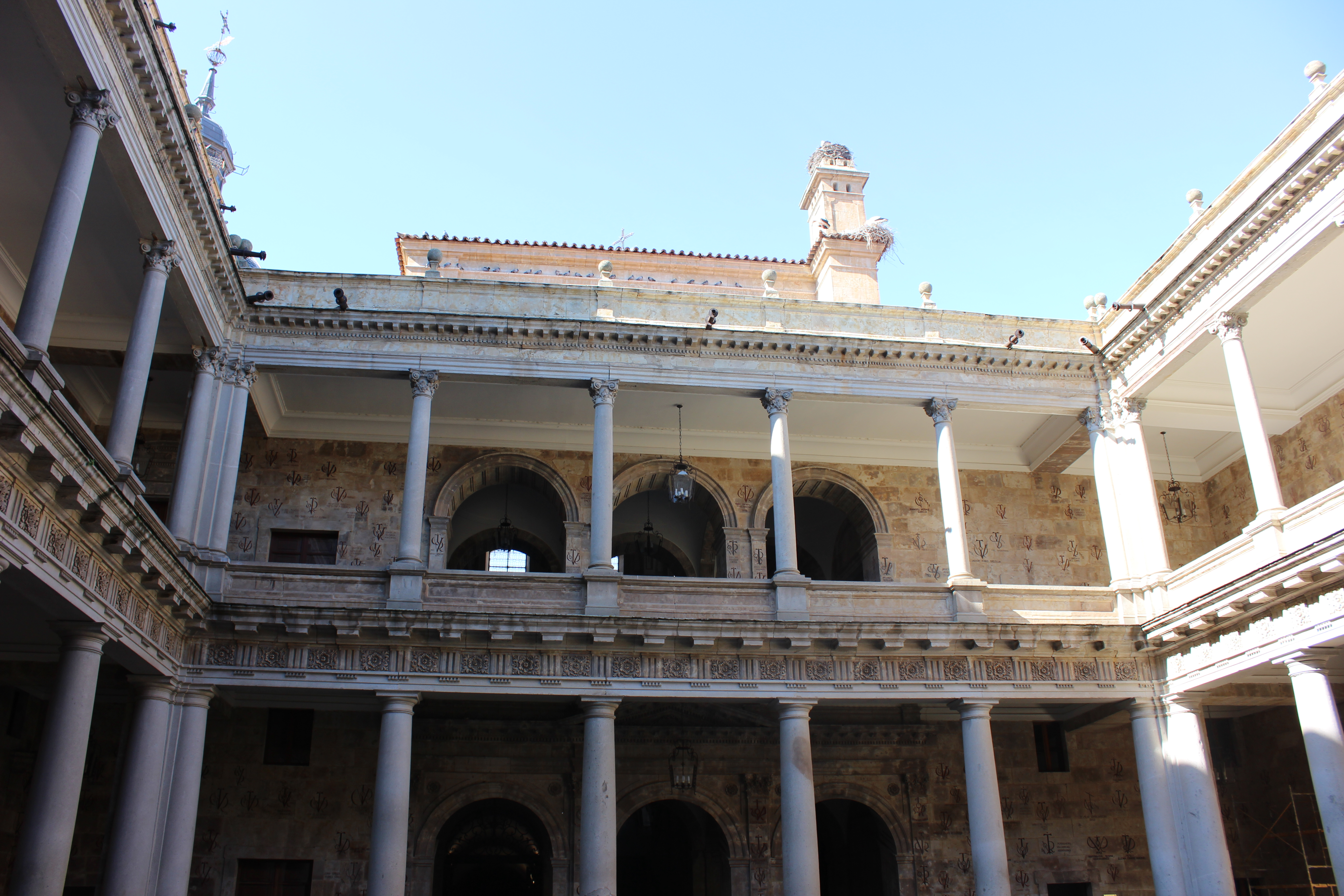
باحة القصر من الداخل حيث تُعقد المحاضرات.
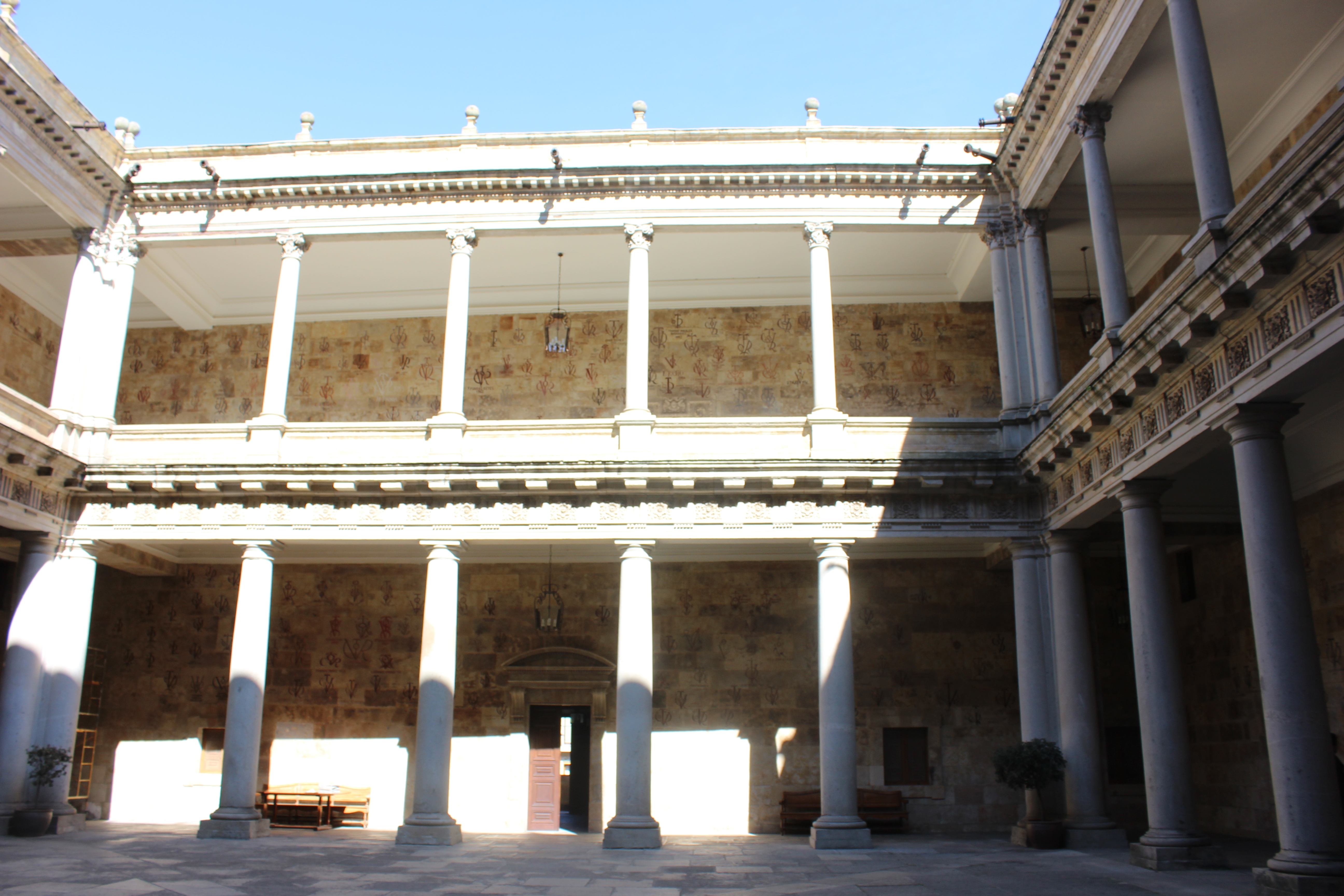
باحة القصر حيث قسم الاستعلامات والسكرتارية.
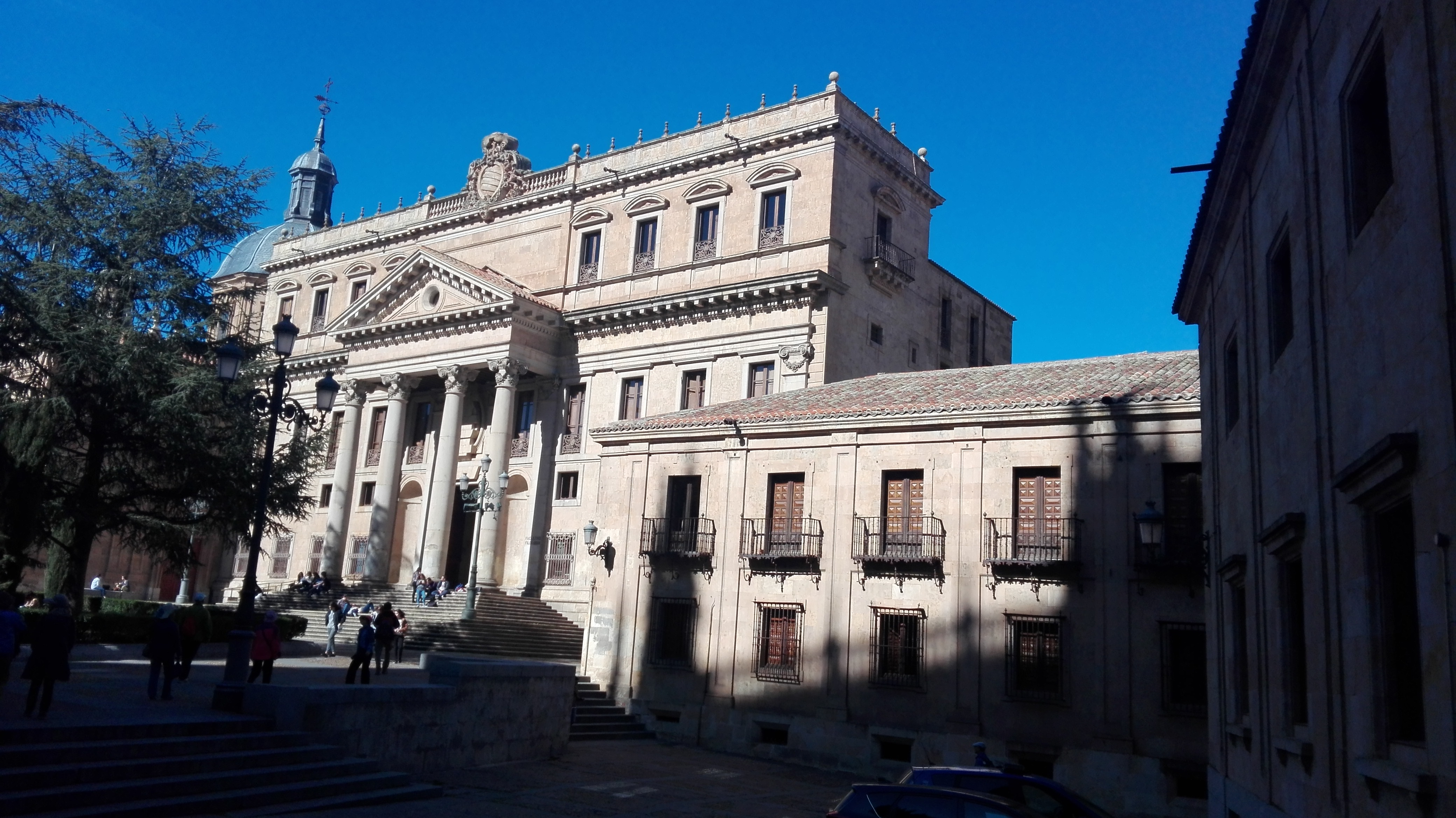
قصر أنايا وإلى جانبه مبنى أوسبيديريا.
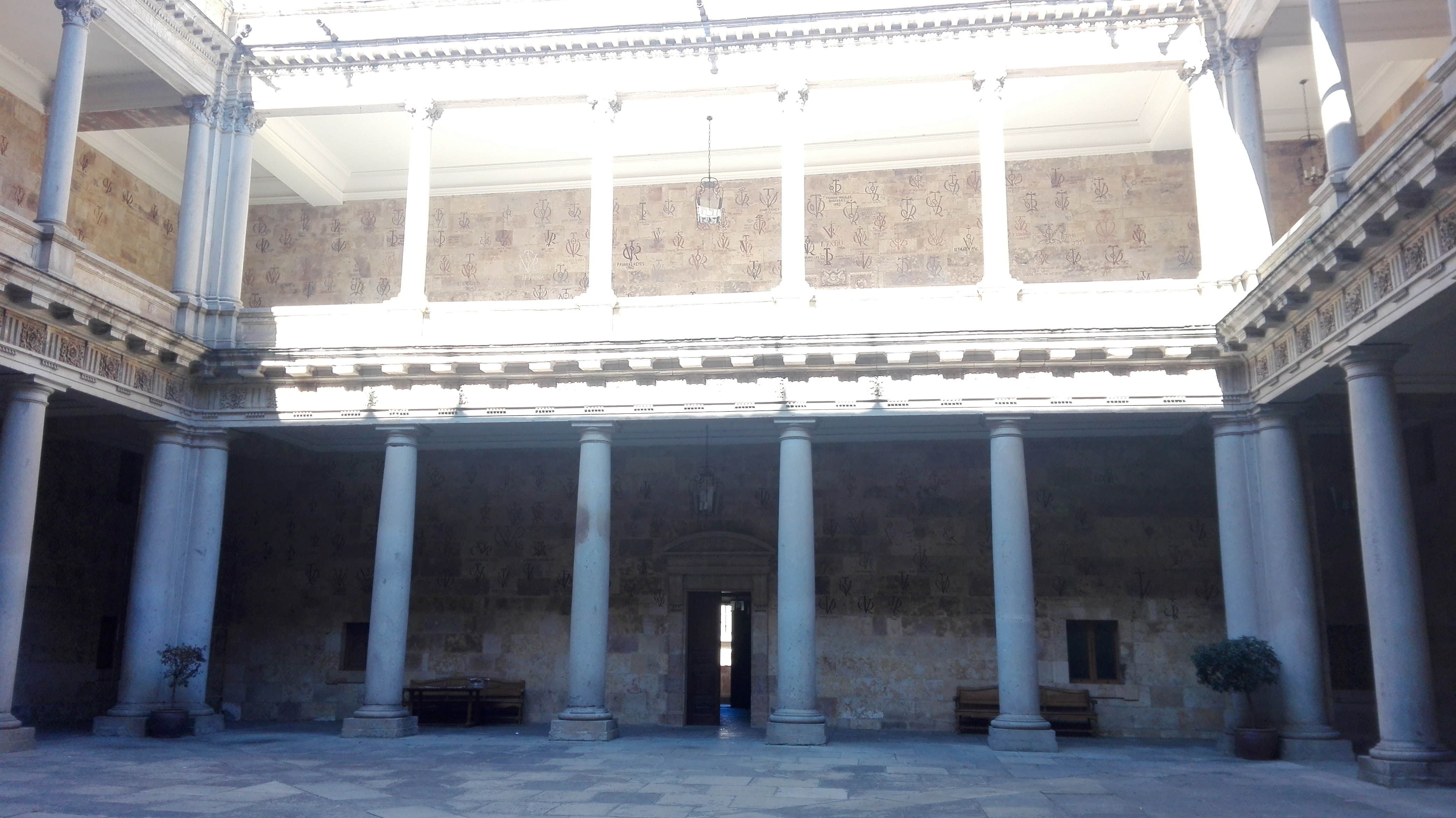
باحة القصر إلى الباب المُؤدي إلى المكتبة.
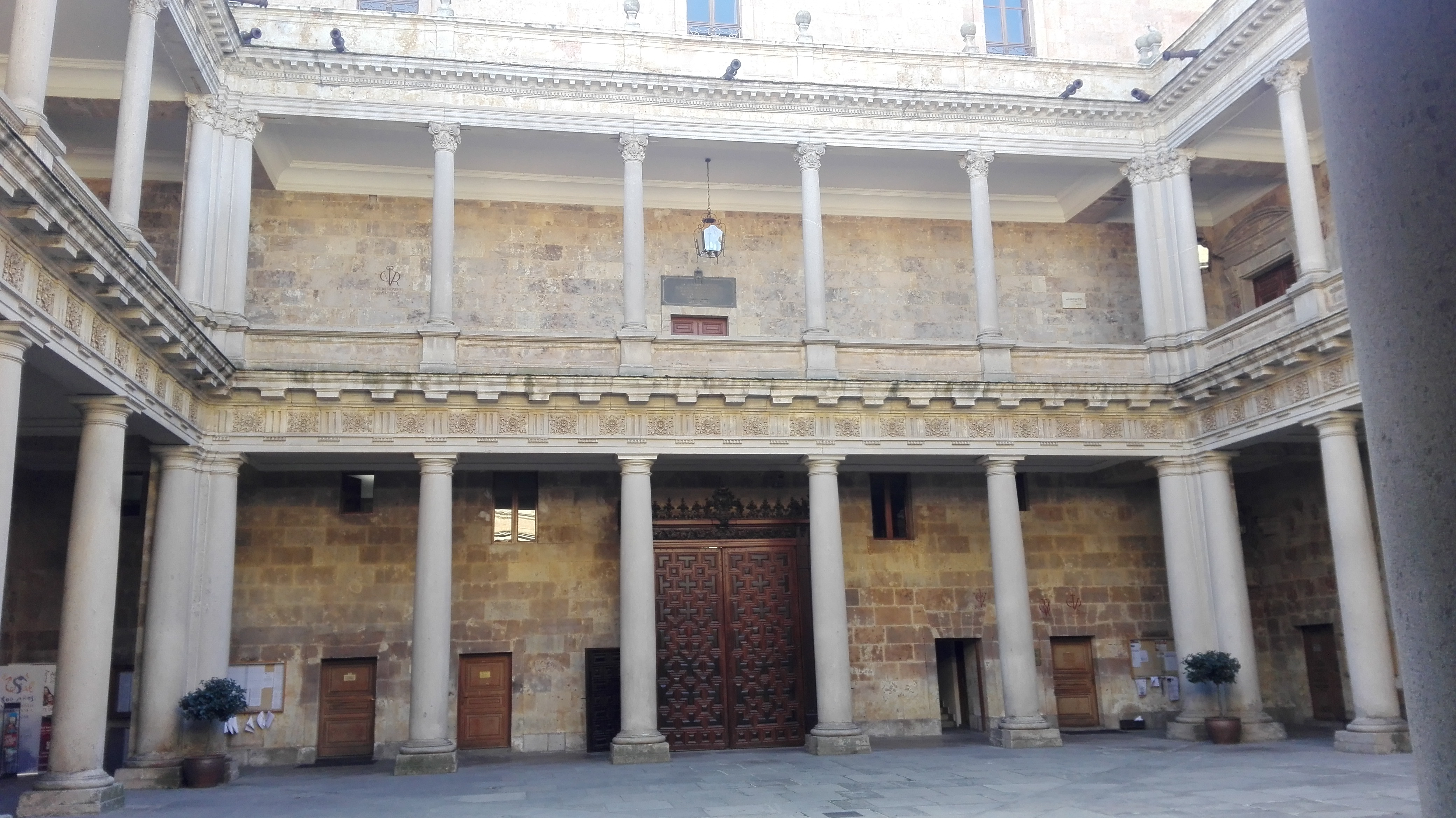
باحة القصر إلى الباب المُؤدي إلى الخارج.